# 576373 Wolfgangbusch
576373 Wolfgangbusch este o planetă minoră (asteroid) din centura de asteroizi. A fost descoperită pe 16 august 2012 la Observatorio del Teide⁠(d) de . 
Obiectul prezintă o orbită caracterizată de o semiaxă mare de 2,7458123349732 UAi, o excentricitate de 0,055391439218293, o înclinație de 3,2163592407497 ° în raport cu ecliptica.